# Flaga Somalii
Flagę Somalii wzorowano częściowo na fladze ONZ. Projekt przyjęto 12 października 1954, kiedy Somalia była terytorium powierniczym Organizacji. Pięć ramion gwiazdy symbolizuje pięć ówczesnych państw, w których żyli Somalijczycy – Somali, Somali Brytyjskie, Somali Francuskie, Etiopię i Kenię.
Przyjęta 12 października 1977 roku. Proporcje nieustalone.

Flaga Sułtanatu Adal (1415-1577)
Flaga Imperium Ajuuraan używana od XIII do XVII wieku
Flaga Osmańskiego Saylacu z lat 1554–1886
Flaga Stanu Derwiszów z lat 1896–1920
Flaga Somalilandu Brytyjskiego
Flaga Somalilandu Włoskiego